# Val d’Oingt
Val d’Oingt ist eine Gemeinde im französischen Département Rhône in der Region Auvergne-Rhône-Alpes. Sie gehört dort zum Kanton Val d’Oingt im Arrondissement Villefranche-sur-Saône. 
Sie entstand als Commune nouvelle durch ein Dekret vom 22. September 2016 mit Wirkung vom 1. Januar 2017, indem die bisherigen Gemeinden Oingt, Le Bois-d’Oingt und Saint-Laurent-d’Oingt zusammengelegt wurden. Diese sind seither Communes deleguées. Le Bois-d’Oingt ist der Hauptort (Chef-lieu).

## Geographie
Nachbargemeinden sind
- Sainte-Paule im Nordwesten,
- Ville-sur-Jarnioux im Nordosten,
- Theizé, Moiré und Bagnols im Osten,
- Le Breuil und Légny im Süden,
- Saint-Verénd und Ternand im Westen.

## Gliederung
| Ortsteil                            | ehemaliger INSEE-Code | Fläche (km²) | Einwohnerzahl (2016) |
| ----------------------------------- | --------------------- | ------------ | -------------------- |
| Le Bois-d'Oingt (Verwaltungssitz)00 | 69024                 | 5,13         | 2456                 |
| Oingt                               | 69146                 | 3,92         | 0671                 |
| Saint-Laurent-d'Oingt               | 69222                 | 9,05         | 0839                 |